# تومبورو
تومبورو (بالسنسكريتية: तुम्बुरु)‏، هو الأول بين الغاندهارفات، الموسيقيين السماويين في الأساطير الهندوسية. يوصف بأنه يؤدي في بلاط الإلهين كوبيرا وإندرا، وكذلك يغني مديحًا لفيشنو. يقال إنه يقود الغاندهارفات أثناء غنائهم.

## السيرة

### الأصل
غالبا ما يوصف تومبورو بأنه الأفضل بين الغاندارفات في موهبته الموسيقية. "مغني وموسيقي عظيم"، يغني بحضور الديفات. إلى جانب نارادا وجوبا، يعتبر أيضا ملك الأغاني.

### التنافس مع نارادا
يعتبر نص البهاغافاتا بورانا أن نارادا هو معلم تومبورو. ويذكر الكتاب أن تومبورو رافقه في زيارة إلى بلاط يودهيشثيرا. ويقال إن نارادا وتومبورو يتغنيان بأمجاد فيشنو.

### أسطورة جنوب الهند
في جنوب الهند، غالبا ما يُصور تومبورو بوجه حصان. يحمل آلة فينا (قيثارة) التي يعزف عليها وهو يغني. وفي يده الأخرى، يحمل الصنج الخشبي، الذي يعزفه للحفاظ على الإيقاع. تسجل أسطورة جنوب الهند هذه أن تومبورو مارس ذات مرة تقشفًا شديدًا فأسعد شيفا. فطلب تومبورو من شيفا منحه وجه حصان، والخلود، وحرية السفر في الكون، والمهارة في الموسيقى والغناء، والقدرة على الإقامة مع شيفا وخدمته. فباركه شيفا ومنحه النعم التي سعى إليها.